# Wild Soul
Wild Soul är en låt som framfördes under Eurovision Song Contest 2014 av den moldaviska sångerskan Cristina Scarlat.